# Allison Jones Rushing
Allison Blair Jones Rushing (nacida en 1982 en Hendersonville, Carolina del Norte) es una abogada y jurista estadounidense que se desempeña como jueza federal en la Corte de Apelaciones del Cuarto Circuito de los Estados Unidos desde 2019, tras ser nominada para dicho puesto por el presidente Donald Trump en agosto de 2018 y ser confirmada por el Senado en marzo de 2019.

## Primeros años y educación
Rushing se graduó de East Henderson High School en East Flat Rock (Carolina del Norte). Rushing se graduó summa cum laude y con membresía de honor de la sociedad Phi Beta Kappa con una licenciatura en Música por la Universidad de Wake Forest en 2004. Posteriormente, obtuvo su doctorado en jurisprudencia, magna cum laude, en la Facultad de Derecho de la Universidad de Duke en 2007, donde se desempeñó como editora ejecutiva del Duke Law Journal.
En 2005, Rushing trabajó en prácticas para la organización Alliance Defending Freedom (ADF), una organización cristiana conservadora sin fines de lucro. Rushing escribió al menos tres escritos en los que mostraba su apoyo a las posiciones de la organización, llegando también a coescribir un texto legal sobre libertades religiosas con un abogado de la misma y a ser conferenciante en eventos de la ADF entre 2012 y 2017.

## Carrera profesional
Después de graduarse, Rushing trabajó como asistente para el entonces juez Neil Gorsuch, de la Corte de Apelaciones de los Estados Unidos para el Décimo Circuito, de 2007 a 2008, y para el juez David B. Sentelle, de la Corte de Apelaciones de los Estados Unidos para el Circuito del Distrito de Columbia entre 2008 y 2009.
De 2009 a 2010, Rushing fue asociada en el bufete Williams & Connolly, para pasar al año siguiente a trabajar como secretaria del juez asociado Clarence Thomas de la Corte Suprema de los Estados Unidos durante el período 2010-2011. En 2011, volvió a reincorporarse al bufete en el que estaba, siendo reasignada a la oficina de Washington D. C., siendo nombrada socia del mismo en enero de 2017 fue nombrado socio. Estaría en el bufete dos años más, hasta su renuncia tras ser nombrada jueza federal del Cuarto Circuito.

### Servicio como jueza federal
El 27 de agosto de 2018, el presidente Donald Trump anunció su intención de nominar a Rushing como jueza dentro del circuito de la Corte de Apelaciones del Cuarto Circuito de los Estados Unidos. Su nominación oficial fue recibida el mismo día por el Senado de los Estados Unidos. Fue nominada para el puesto que dejaba vacante Allyson Kay Duncan, quien previamente anunció su intención de asumir el estatus de senior tras la confirmación de su sucesor. El 17 de octubre de 2018 se llevó a cabo una audiencia sobre su nominación ante la Comisión Judicial del Senado.
Durante los procedimientos de confirmación de Rushing, fue interrogada sobre sus vínculos con Alliance Defending Freedom (ADF), que había sido criticada por oponerse abiertamente a los derechos LGBTI. Se le preguntó a Rushing si se recusaría de los casos relacionados con ADF en caso de ser confirmada, respondiendo que "determinaría la acción apropiada con el aporte de las partes, la consulta de estas reglas y cánones éticos, y la consulta con mis colegas". Cuando se le preguntó acerca de que ADF fuera etiquetado como un "grupo de odio" por el Southern Poverty Law Center, Rushing expresó que el odio "está mal y no debería tener lugar en nuestra sociedad".
El 3 de enero de 2019, su nominación fue devuelta al presidente de conformidad con el párrafo 6 de la Regla XXXI del Senado de los Estados Unidos. El 23 de enero de 2019, Donald Trump anunció su intención de renombrar a Rushing para un cargo de juez federal, siendo enviada ese mismo día dicha nominación al Senado. El 4 de marzo de 2019, el Senado invocó la aprobación de su nominación por una votación de 52 a 43 a favor. Al día siguiente la cámara alta confirmaba con una votación favorable (53 a 44 votos) su candidatura, recibiendo su comisión judicial el 21 de marzo de 2019.
En septiembre de 2020, su nombre volvió a cobrar protagonismo al ser una de las candidatas potenciales para ocupar una futurible vacante en la Corte Suprema de los Estados Unidos. El 18 de septiembre la jueza asociada de la Corte Ruth Bader Ginsburg fallecía a los 87 años a consecuencia de un cáncer pancreático, volviendo a presentarse Jones Rushing como una de las favoritas para sucederla.